# Taifa di Arcos de la Frontera
La Taifa di Arcos de la Frontera era un regno musulmano indipendente (emirato) costituito ad al-Andalus in seguito alla disintegrazione che aveva subito dal 1009 il Califfato di Cordova. Fu creata, intorno al 1012, nella regione della cittadina di Arcos de la Frontera e rimase indipendente sino al 1069, quando fu conquistata e integrata nella Taifa di Siviglia, come tutti gli altri regni di taifa minori, nel sud di al-Andalus: Algarve, Algesiras, Carmona, Huelva, Mértola, Moron, Niebla, Ronda e Silves, che furono tutti conquistati e incorporati nella Taifa di Siviglia. 

Il suo territorio corrispondeva all'incirca all'attuale Provincia di Cadice. 

Taifa di Arcos nel 1037 a nord della taifa di Algeciras

## Storia
Come riporta La web de las biografias, Muhammad I, appartenente alla tribù berbera Zanata, era sceicco dei Banu Jizroun, proveniente dalla Cabilia di Yarniyan arrivò con la sua gente ad al-Andalus per aggregarsi agli eserciti di Almanzor, e, all'inizio della Fitna di al-Andalus, probabilmente era di stanza nella zona di Sidonia. Nel 1011, Muhammad I conquistò la roccaforte di Arcos e si proclamò indipendente e sovrano sul territorio circostante, assumendo il titolo di Imad al-Dawla, dando così vita all'emirato della Taifa di Arcos nel 1012, con l'attuale città di Arcos de la Frontera come capitale. 

Muhammad I regnò fino alla sua morte nel 1029 e gli succedette il figlio Abdun ben Muhammad.
Come riporta La web de las biografias, Abdun rimase al potere senza complicazioni fino al 1053 quando Abbad II al-Mu'tadid, emiro della Taifa di Siviglia, con la sua politica di annessione delle piccole taifas, tentò di annettere la Taifa di Arcos e, pur catturando ed, in seguito, uccidendo Abdun, non riuscì a conquistare la taifa e ad Abdun succedette il fratello Muhammad ben Muhammad.

Anche il Muslim Spain and Portugal: A Political History of al-Andalus riporta che Abbad II al-Mu'tadid portò avanti una politica di annessioni.
Ancora secondo La web de las biografias, Muhammad ben Muhammad, quando il fratello, nel 1053, fu imprigionato a Siviglia, assunse il potere nella taifa di Arcos e quando, in quello steso anno, fu assassinato, divenne emiro della taifa: Muhammad II assumendo il titolo sovrano di al-Qaim e governò in modo precario, sempre sotto la pressione del potere espansivo della taifa sivigliana.

Intorno al 1068 la taifa di Arcos stava per cadere sotto il dominio di Siviglia e al-Qaim chiese l'aiuto di Badis ibn Habus di Granada, che poté solo inviare un distaccamento per scortare Muhammad II e la sua famiglia nella capitale degli Ziridi; ma a pochi chilometri da Arcos furono intercettati dalle truppe di al-Mu'tadid, che li sconfissero e assassinarono al-Qaim dopo che questi aveva ordinato la morte della moglie e della sorella.
Elenco degli emiri:
- Muhammad I  (1012-1030)
- Abdun ben Muhammad (1030 – 1053)
- Muhammad II (1053 – 1069)

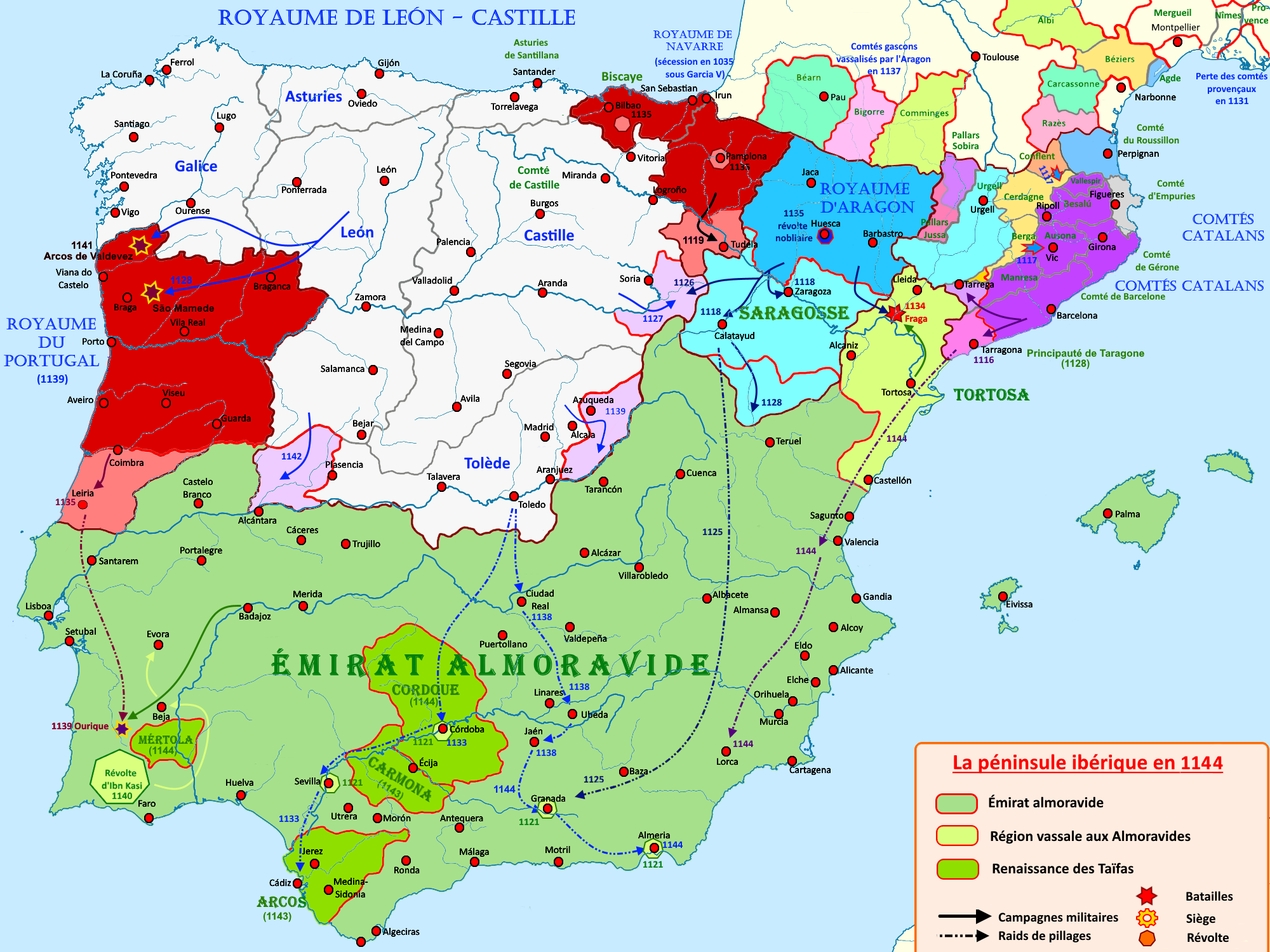
Taifa di Arcos nel 1144

Durante la seconda taifa, Arcos si rese indipendente grazie alla caduta degli Almoravidi, nel 1143, ma nel 1145, fu conquistata dagli Almohadi. 

### Fonti primarie
- (EN)  Muslim Spain and Portugal: A Political History of al-Andalus

### Letteratura storiografica
- La recomquista